# Limenitis duplicata
Limenitis duplicata är en fjärilsart som beskrevs av Otto Staudinger 1892. Limenitis duplicata ingår i släktet Limenitis och familjen praktfjärilar. Inga underarter finns listade i Catalogue of Life.